# كاتدرائية القديس توماس
كاتدرائية القديس توماس هي كاتدرائية رومانية كاثوليكية تقع في مدينة تشيناي بولاية تاميل نادو، الهند.